# Danimarca ai Giochi della XXIX Olimpiade
La Danimarca ha partecipato ai Giochi della XXIX Olimpiade di Pechino, svoltisi dall'8 al 24 agosto 2008, con una delegazione di 84 atleti.

## Medaglie
| Medaglia | Atleta                                                                   | Sport       | Evento                            |
| -------- | ------------------------------------------------------------------------ | ----------- | --------------------------------- |
| Oro      | Mads Kruse Andersen Eskild Ebbesen Thomas Ebert Morten Jørgensen         | Canottaggio | 4 senza pesi leggeri maschile     |
| Oro      | Martin Kirketerp Jonas Warrer                                            | Vela        | 49er                              |
| Argento  | Casper Jørgensen Jens-Erik Madsen Michael Mørkøv Alex Nicki Rasmussen    | Ciclismo    | Inseguimento a squadre maschile   |
| Argento  | Kim Wraae Knudsen René Holten Poulsen                                    | Canoa/kayak | K2 1000 m maschile                |
| Bronzo   | Anne van Olst Nathalie di Sayn-Wittgenstein-Berleburg Andreas Helgstrand | Equitazione | Dressage a squadre                |
| Bronzo   | Lotte Friis                                                              | Nuoto       | 800 m stile libero femminili      |
| Bronzo   | Rasmus Quist Mads Rasmussen                                              | Canottaggio | 2 di coppia pesi leggeri maschile |

## Atletica leggera
| Gara                             | Atleta             | Qualificazioni | Qualificazioni | Finale | Finale |
| Gara                             | Atleta             | Misura         | Pos.           | Misura | Pos.   |
| -------------------------------- | ------------------ | -------------- | -------------- | ------ | ------ |
| Salto in lungo maschile          | Morten Jensen      | 7,63 m         | 21             |        |        |
| Getto del peso maschile          | Joachim Olsen      | 19,74 m        | 22             |        |        |
| Lancio del giavellotto femminile | Christina Scherwin | 53,95 m        | 44             |        |        |

## Badminton
| Gara              | Atleta                                     | Turno 1 | Sedicesimi                                      | Ottavi                                                     | Quarti                                                       | Semifinali                                           | Finale                                                       |
| ----------------- | ------------------------------------------ | ------- | ----------------------------------------------- | ---------------------------------------------------------- | ------------------------------------------------------------ | ---------------------------------------------------- | ------------------------------------------------------------ |
| Singolo maschile  | Peter Gade                                 | bye     | Nabil Lasmari (Algeria) 21-6, 21-4              | Shōji Satō (Giappone) 19-21, 22-20, 21-15                  | Lin Dan (Cina) 13-21, 16-21                                  |                                                      |                                                              |
| Singolo maschile  | Kenneth Jonassen                           | bye     | Lee Hyun-il (Corea del Sud) 21-15, 14-21, 19-21 |                                                            |                                                              |                                                      |                                                              |
| Doppio maschile   | Jens Eriksen Martin Lundgaard Hansen       |         |                                                 | Cai Yun Fu Haifeng (Cina) 12-21, 11-21                     |                                                              |                                                      |                                                              |
| Doppio maschile   | Lars Paaske Jonas Rasmussen                |         |                                                 | Jung Jae-sung Lee Yong-dae (Corea del Sud) 21-16, 21-19    | Michal Logosz Robert Mateusiak (Polonia) 17-21, 21-11, 21-15 | Markis Kido Hendra Setiawan (Indonesia) 19-21, 17-21 | Lee Jae-jin Hwang Ji-man (Corea del Sud) 21-13, 18-21, 17-21 |
| Singolo femminile | Tine Rasmussen                             | bye     | Akvilė Stapušaitytė (Lituania) 21-6, 21-8       | Miria Kristin Yulianti (Indonesia) 21-18, 19-21, 14-21     |                                                              |                                                      |                                                              |
| Doppio femminile  | Lena Frier Kristiansen Kamilla Rytter Juhl |         |                                                 | Kumiko Ogura Reiko Shiota (Giappone) 21-18, 14-21, 18-21   |                                                              |                                                      |                                                              |
| Doppio misto      | Thomas Laybourn Kamilla Rytter Juhl        |         |                                                 | Hendri Kurniawan Saputra Li Yujia (Singapore) 21-12, 21-14 | Flandy Limpele Vita Marissa (Indonesia) 17-21, 21-15, 17-21  |                                                      |                                                              |

## Canoa/kayak
| Gara               | Atleta                                | Batterie | Batterie | Semifinali | Semifinali | Finale   | Finale  |
| Gara               | Atleta                                | Tempo    | Pos.     | Tempo      | Pos.       | Tempo    | Pos.    |
| ------------------ | ------------------------------------- | -------- | -------- | ---------- | ---------- | -------- | ------- |
| K1 500 m maschile  | Kasper Bleibach                       | 1'42"529 | 5        | 1'45"418   | 6          |          |         |
| K2 500 m maschile  | René Holten Poulsen Kim Wraae Knudsen | 1'30"348 | 5        | 1'31"796   | 3          | 1'30"569 | 5       |
| K2 1000 m maschile | René Holten Poulsen Kim Wraae Knudsen | 3'18"709 | 2        | bye        | bye        | 3'13"580 | Argento |
| K1 500 m femminile | Henriette Engel Hansen                | 1'52"773 | 5        | 1'55"960   | 8          |          |         |

## Canottaggio
| Gara                               | Atleta                                                           | Batterie | Batterie | Quarti/ Ripescaggi | Quarti/ Ripescaggi | Semifinali | Semifinali | Finale  | Finale       |
| Gara                               | Atleta                                                           | Tempo    | Pos.     | Tempo              | Pos.               | Tempo      | Pos.       | Tempo   | Pos.         |
| ---------------------------------- | ---------------------------------------------------------------- | -------- | -------- | ------------------ | ------------------ | ---------- | ---------- | ------- | ------------ |
| 2 senza maschile                   | Thomas Morsing Larsen Morten Ølgaard                             | 7'17"43  | 5        | 6'38"33            | 3                  | 6'48"65    | 6          | 6'55"37 | 4 (finale B) |
| 2 di coppia pesi leggeri maschile  | Rasmus Quist Mads Rasmussen                                      | 6'14"84  | 1        | bye                | bye                | 6'26"49    | 2          | 6'12"45 | Bronzo       |
| 4 senza pesi leggeri maschile      | Mads Kruse Andersen Eskild Ebbesen Thomas Ebert Morten Jørgensen | 5'50"12  | 1        | bye                | bye                | 6'05"75    | 1          | 5'47"76 | Oro          |
| 2 di coppia pesi leggeri femminile | Katrin Olsen Juliane Elander Rasmussen                           | 6'58"63  | 2        | bye                | bye                | 7'06"31    | 4          | 7'06"94 | 1 (finale B) |

## Ciclismo

### BMX
| Gara          | Atleta            | Qualificazione | Qualificazione | Quarti | Quarti | Semifinali | Semifinali | Finale | Finale |
| Gara          | Atleta            | Tempo          | Pos.           | Punti  | Pos.   | Punti      | Pos.       | Tempo  | Pos.   |
| ------------- | ----------------- | -------------- | -------------- | ------ | ------ | ---------- | ---------- | ------ | ------ |
| BMX maschile  | Henrik Baltzersen | 37"635         | 29             | 16     | 5      |            |            |        |        |
| BMX femminile | Amanda Sørensen   | 38"719         | 12             |        |        | 20         | 8          |        |        |

### Su pista
| Gara                            | Atleta                                                                | Qualificazione | Qualificazione | Secondo turno | Secondo turno        | Secondo turno | Finale   | Finale                 |
| Gara                            | Atleta                                                                | Tempo          | Pos.           | Tempo         | Avversario           | Pos.          | Tempo    | Avversario             |
| ------------------------------- | --------------------------------------------------------------------- | -------------- | -------------- | ------------- | -------------------- | ------------- | -------- | ---------------------- |
| Inseguimento a squadre maschile | Casper Jørgensen Jens-Erik Madsen Michael Mørkøv Alex Nicki Rasmussen | 4'02"191       | 4              | 3'56"831      | Francia squalificata | 2             | 4'00"040 | Gran Bretagna 3'53"314 |

| Gara                    | Atleta                        | Punti        | Pos. |
| ----------------------- | ----------------------------- | ------------ | ---- |
| Corsa a punti maschile  | Daniel Adelhard Kreutzfeldt   | 29           | 6    |
| Corsa a punti femminile | Trine Schmidt                 | 0            | 18   |
| Madison maschile        | Michael Mørkøv Alex Rasmussen | 14 (-1 giro) | 6    |

### Su strada e Cross country
| Gara                     | Atleta               | Tempo        | Posizione    |
| ------------------------ | -------------------- | ------------ | ------------ |
| Corsa in linea maschile  | Chris Anker Sørensen | 6h 24'11"    | 12           |
| Corsa in linea maschile  | Nicki Sørensen       | 6h 26'17"    | 25           |
| Corsa in linea maschile  | Brian Vandborg       | non concluso | non concluso |
| Cronometro maschile      | Chris Anker Sørensen | 1h 05'55"42  | 19           |
| Cronometro maschile      | Brian Vandborg       | 1h 08'10"20  | 33           |
| Corsa in linea femminile | Linda Villumsen      | 3h 32'33"    | 5            |
| Cronometro femminile     | Linda Villumsen      | 36'50"62     | 13           |
| Cross country maschile   | Jakob Fuglsang       | 2h 06'41"    | 25           |
| Cross country maschile   | Klaus Nielsen        | -1 giro      | 31           |

## Equitazione
| Gara        | Atleta               | Cavallo    | Dressage | Cross country | Salto       | Salto di finale | Totale       | Posizione    |
| ----------- | -------------------- | ---------- | -------- | ------------- | ----------- | --------------- | ------------ | ------------ |
| Individuale | Peter Tersgov Flarup | Silver Ray | 53,10    | 13,20         | abbandonato | non concluso    | non concluso | non concluso |

| Gara        | Atleta                                                                   | Cavallo     | Test   | Test | Special test | Special test | Freestyle | Freestyle | Totale | Totale |
| Gara        | Atleta                                                                   | Cavallo     | Punti  | Pos. | Punti        | Pos.         | Punti     | Pos.      | Punti  | Pos.   |
| ----------- | ------------------------------------------------------------------------ | ----------- | ------ | ---- | ------------ | ------------ | --------- | --------- | ------ | ------ |
| Individuale | Andreas Helgstrand                                                       | Don Schufro | 68,883 | 14   | 68,800       | 14           | 72,550    | 10        | 70,675 | 11     |
| Individuale | Nathalie di Sayn-Wittgenstein-Berleburg                                  | Digby       | 70,417 | 8    | 69,120       | 12           | 69,100    | 15        | 69,110 | 15     |
| Individuale | Anne van Olst                                                            | Clearwater  | 67,375 | 17   | 65,320       | 22           |           |           |        |        |
| Squadre     | Anne van Olst Nathalie di Sayn-Wittgenstein-Berleburg Andreas Helgstrand | v. sopra    |        |      |              |              |           |           | 68,875 | Bronzo |

## Ginnastica

### Trampolino
| Gara                | Atleta       | Qualificazioni | Qualificazioni | Finale | Finale |
| Gara                | Atleta       | Punti          | Pos.           | Punti  | Pos.   |
| ------------------- | ------------ | -------------- | -------------- | ------ | ------ |
| Trampolino maschile | Peter Jensen | 69,20          | 10             |        |        |

## Lotta
| Gara  | Atleta        | Tabellone principale                   | Tabellone principale                   | Tabellone principale | Tabellone principale | Tabellone principale | Ripescaggi | Ripescaggi | Ripescaggi |
| Gara  | Atleta        | Sedicesimi                             | Ottavi                                 | Quarti               | Semifinali           | Finale               | Quarti     | Semifinali | Finale     |
| ----- | ------------- | -------------------------------------- | -------------------------------------- | -------------------- | -------------------- | -------------------- | ---------- | ---------- | ---------- |
| 55 kg | Anders Nyblom | bye                                    | Park Eun-Chul (Corea del Sud) 1-3, 0-5 |                      |                      |                      |            |            |            |
| 74 kg | Mark Madsen   | Varteres Samurgashev (Russia) 0-4, 1-3 |                                        |                      |                      |                      |            |            |            |

## Nuoto
| Gara                | Atleta            | Batterie | Batterie | Semifinali | Semifinali | Finale | Finale |
| Gara                | Atleta            | Tempo    | Pos.     | Tempo      | Pos.       | Tempo  | Pos.   |
| ------------------- | ----------------- | -------- | -------- | ---------- | ---------- | ------ | ------ |
| 50 m stile libero   | Jakob Andkjær     | 22"52    | 33       |            |            |        |        |
| 100 m stile libero  | Jakob Andkjær     | 49"25    | 27       |            |            |        |        |
| 200 m stile libero  | Jon Rud           | 1'48"96  | 31       |            |            |        |        |
| 400 m stile libero  | Jon Rud           |          |          | 3'57"51    | 34         |        |        |
| 400 m stile libero  | Mads Glæsner      |          |          | 3'45"38    | 12         |        |        |
| 1500 m stile libero | Mads Glæsner      |          |          | 15'03"33   | 14         |        |        |
| 200 m rana          | Chris Christensen | 2'13"92  | 33       |            |            |        |        |
| 100 m farfalla      | Jakob Andkjær     | 52"24    | 19       |            |            |        |        |
| 200 m misti         | Chris Christensen | 2'02"93  | 32       |            |            |        |        |

| Gara                           | Atleta                                                             | Batterie | Batterie | Semifinali | Semifinali | Finale  | Finale |
| Gara                           | Atleta                                                             | Tempo    | Pos.     | Tempo      | Pos.       | Tempo   | Pos.   |
| ------------------------------ | ------------------------------------------------------------------ | -------- | -------- | ---------- | ---------- | ------- | ------ |
| 50 m stile libero              | Jeanette Ottesen                                                   | 24"83    | 5        | 24"86      | 11         |         |        |
| 100 m stile libero             | Jeanette Ottesen                                                   | 54"04    | 9        | 54"05      | 7          | 54"06   | 5      |
| 200 m stile libero             | Louise Mai Jansen                                                  | 2'01"30  | 34       |            |            |         |        |
| 400 m stile libero             | Lotte Friis                                                        |          |          | 4'08"47    | 13         |         |        |
| 800 m stile libero             | Lotte Friis                                                        |          |          | 8'21"74    | 3          | 8'23"03 | Bronzo |
| 100 m farfalla                 | Micha Østergaard                                                   | 59"10    | 28       |            |            |         |        |
| 100 m farfalla                 | Jeanette Ottesen                                                   | 58"44    | 15       | 59"29      | 15         |         |        |
| 200 m farfalla                 | Micha Østergaard                                                   | 2'07"77  | 8        | 2'09"29    | 11         |         |        |
| 200 m misti                    | Julie Hjorth-Hansen                                                | 2'11"99  | 5        | 2'12"26    | 10         |         |        |
| Staffetta 4x200 m stile libero | Julie Hjorth-Hansen Micha Østergaard Louise Mai Jansen Lotte Friis |          |          | 8'00"81    | 13         |         |        |

## Pallamano

### Torneo maschile
La nazionale danese si è qualificata per i Giochi vincendo il campionato europeo del 2008.

#### Squadra
La squadra era formata da:
- Kasper Hvidt (portiere)
- Lasse Boesen (terzino sinistro)
- Lars Jørgensen (terzino destro)
- Jesper Jensen (centrale)
- Lars Christiansen (ala sinistra)
- Peter Henriksen (portiere)
- Bo Spellerberg (terzino sinistro)
- Michael Knudsen (pivot)
- Mikkel Hansen (terzino sinistro)
- Jesper Nøddesbo (pivot)
- Kasper Søndergaard (terzino destro)
- Joachim Boldsen (centrale)
- Hans Lindberg (ala destra)
- Klavs Bruun Jørgensen (terzino destro)
- Kasper Nielsen (terzino sinistro)

#### Prima fase
| Arbitro: | Bord (FRA), Buy (FRA) |

|                |           |            |
| Christiansen 6 | Marcatori | El Ahmar 8 |

| Arbitro: | Licis (LAT), Stolarovs (LAT) |

|        |           |             |
| Jung 9 | Marcatori | Nøddesbo 11 |

| Arbitro: | Breto (ESP), Huelin (ESP) |

|                |           |                          |
| Christiansen 6 | Marcatori | Chernoivanov, Igropulo 6 |

| Arbitro: | Canbro (SWE), Claesson (SWE) |

|            |           |              |
| Nøddesbo 6 | Marcatori | Guðjónsson 8 |

| Arbitro: | Krstic (SLO), Ljubic (SLO) |

|         |           |          |
| Kraus 6 | Marcatori | Boesen 8 |

| Squadra          | Giocate | Vinte | Pareggiate | Perse | Gol fatti | Gol subiti | Differenza reti | Punti |
| ---------------- | ------- | ----- | ---------- | ----- | --------- | ---------- | --------------- | ----- |
| 1. Corea del Sud | 5       | 3     | 0          | 2     | 122       | 129        | -7              | 6     |
| 2. Danimarca     | 5       | 2     | 2          | 1     | 137       | 131        | 6               | 6     |
| 3. Islanda       | 5       | 2     | 2          | 1     | 151       | 146        | 5               | 6     |
| 4. Russia        | 5       | 2     | 1          | 2     | 126       | 121        | 5               | 5     |
| 5. Germania      | 5       | 2     | 1          | 2     | 126       | 130        | -4              | 5     |
| 6. Egitto        | 5       | 0     | 2          | 3     | 127       | 132        | -5              | 2     |

#### Seconda fase
Quarti di finale
| Arbitro: | Breto (ESP), Huelin (ESP) |

|                |           |         |
| Christiansen 6 | Marcatori | Sprem 7 |

Semifinale 5º-8º posto
| Arbitro: | Elmoamli (EGY), Shaban Ali (EGY) |

|           |           |                |
| Dibirov 8 | Marcatori | Christiansen 8 |

Finale 7º-8º posto
| Arbitro: | Aires Menezes (BRA), Aparecido Pinto (BRA) |

|          |           |       |
| Hansen 8 | Marcatori | Ko 10 |

## Tennis
| Gara                | Atleta             | Trentaduesimi                 | Sedicesimi                              | Ottavi                             | Quarti | Semifinali | Finale |
| ------------------- | ------------------ | ----------------------------- | --------------------------------------- | ---------------------------------- | ------ | ---------- | ------ |
| Singolare femminile | Caroline Wozniacki | Selima Sfar (Tunisia) 6-4 6-1 | Daniela Hantuchová (Slovacchia) 6-1 6-3 | Elena Dement'eva (Russia) 63-7 2-6 |        |            |        |

## Tennis tavolo
| Gara             | Atleta       | Preliminari | Turno 1 | Turno 2 | Turno 3                                                              | Turno 4 | Quarti | Semifinali | Finale |
| ---------------- | ------------ | ----------- | ------- | ------- | -------------------------------------------------------------------- | ------- | ------ | ---------- | ------ |
| Singolo maschile | Michael Maze | bye         | bye     | bye     | Zoran Primorac (Croazia) 2-4 (8-11, 11-9, 10-12, 12-10, 7-11, 11-13) |         |        |            |        |

## Tiro
| Gara  | Atleta                   | Qualificazioni | Qualificazioni | Finale    | Finale       | Finale |
| Gara  | Atleta                   | Punteggio      | Pos.           | Punteggio | Punt. totale | Pos.   |
| ----- | ------------------------ | -------------- | -------------- | --------- | ------------ | ------ |
| Skeet | Anders Christian Golding | 112            | 25             |           |              |        |

## Tiro con l'arco
| Gara                  | Atleta                     | Turno di qualificazione | Turno di qualificazione | Turno 1                                | Turno 2 | Ottavi | Quarti | Semifinali | Finale |
| Gara                  | Atleta                     | Punteggio               | Pos.                    | Turno 1                                | Turno 2 | Ottavi | Quarti | Semifinali | Finale |
| --------------------- | -------------------------- | ----------------------- | ----------------------- | -------------------------------------- | ------- | ------ | ------ | ---------- | ------ |
| Individuale maschile  | Niels Dall                 | 634                     | 53                      | Marco Galiazzo (Italia) 97-114         |         |        |        |            |        |
| Individuale femminile | Louise Klingenberg Laursen | 605                     | 52                      | Malgorzata Cwienczek (Polonia) 100-113 |         |        |        |            |        |

## Triathlon
| Gara          | Atleta         | Nuoto  | Ciclismo | Corsa  | Tempo totale | Posizione |
| ------------- | -------------- | ------ | -------- | ------ | ------------ | --------- |
| Gara maschile | Rasmus Henning | 18'18" | 58'57"   | 31'48" | 1h 49'57"47  | 8         |

## Vela
| Gara               | Atleta                        | Regata | Regata | Regata | Regata | Regata | Regata | Regata | Regata | Regata | Regata     | Regata | Regata | Regata     | Regata     | Regata     | Regata | Punteggio | Pos. |
| Gara               | Atleta                        | 1      | 2      | 3      | 4      | 5      | 6      | 7      | 8      | 9      | 10         | 11     | 12     | 13         | 14         | 15         | M      | Punteggio | Pos. |
| ------------------ | ----------------------------- | ------ | ------ | ------ | ------ | ------ | ------ | ------ | ------ | ------ | ---------- | ------ | ------ | ---------- | ---------- | ---------- | ------ | --------- | ---- |
| Windsurf maschile  | Jonas Kældsø                  | 28     | 26     | 30     | 29     | 35     | 4      | 14     | 13     | 34     | 23         |        |        |            |            |            |        | 201       | 24   |
| Windsurf femminile | Bettina Honoré                | 21     | 18     | 21     | 18     | 20     | 9      | 14     | 15     | 22     | 6          |        |        |            |            |            |        | 142       | 19   |
| Laser maschile     | Anders Nyholm                 | 18     | 26     | 19     | 15     | 19     | 44 BFD | 27     | 28     | 13     | cancellata |        |        |            |            |            |        | 165       | 23   |
| Finn               | Jonas Høgh-Christensen        | 16     | 6      | 12     | 16     | 25     | 4      | 5      | 7      |        |            |        |        |            |            |            | 4      | 70        | 6    |
| 49er               | Martin Kirketerp Jonas Warrer | 2      | 4      | 10     | 4      | 2      | 3      | 4      | 2      | 9      | 2          | 7      | 8      | cancellate | cancellate | cancellate | 14     | 61        | Oro  |